# Problepsis wilemani
Problepsis wilemani är en fjärilsart som beskrevs av Reginald James West 1930.
Problepsis wilemani ingår i släktet Problepsis och familjen mätare. Inga underarter finns listade i Catalogue of Life.